# Zygfryd Nowak
Zygfryd Antoni Nowak (ur. 11 stycznia 1933 w Katowicach) – polski inżynier ochrony środowiska, działacz państwowy i społeczny, profesor nauk technicznych, specjalizujący się w zakresie ochrony środowiska, podsekretarz stanu w Ministerstwie Górnictwa i Energetyki (1973–1974).

## Życiorys
Syn Romana i Ludwiki. Został absolwentem III Liceum Ogólnokształcącego im. Adama Mickiewicza w Katowicach i Politechniki Śląskiej (1956). Uzyskiwał następnie stopnie doktora i doktora habilitowanego, a 11 czerwca 1986 tytuł profesora nauk technicznych. W pracy naukowej specjalizował się w zakresie wykorzystania surowców mineralnych, inżynierii i zarządzania środowiskiem. Został wykładowcą Katedry Zarządzania Środowiskiem i Bezpieczeństwem na Wydziale Organizacji i Zarządzania Politechniki Śląskiej oraz w Katedrze Zarządzania Wyższej Szkoły Zarządzania Marketingowego i Języków Obcych w Katowicach. Objął funkcję profesora Instytutu Chemicznej Przeróbki Węgla w Zabrzu i Głównego Instytutu Górnictwa w Katowicach, był profesorem wizytującym Uniwersytetu Pittsburskiego. Został członkiem Komitetu Problemów Energetyki przy Polskiej Akademii Nauk oraz członkiem prezydium Komitetu Inżynierii Środowiska w ramach Wydziału VII Nauk o Ziemi i Nauk Górniczych PAN. Pełnił funkcję wiceprzewodniczącego rady naukowej Instytut Gospodarki Surowcami Mineralnymi i Energią Polskiej Akademii Nauk oraz przewodniczącego rady naukowej Instytutu Przeróbki Kopalin. Autor podręczników i poradników z zakresu wykorzystania surowców, zarządzania środowiskiem i energetyki.
W 1969 wstąpił do Polskiej Zjednoczonej Partii Robotniczej. Wchodził w skład egzekutywy Komitetu Zakładowego przy Przedsiębiorstwie Robót Górniczych w Mysłowicach i był instruktorem Komitetu Miejskiego PZPR tamże. Od lutego 1973 do września 1974 podsekretarz stanu w Ministerstwie Górnictwa i Energetyki, od 1973 był wiceprzewodniczącym Komitetu Węglowego Europejskiej Komisji Gospodarczej.

## Działalność społeczna i sportowa
W latach 80. zainicjował powstanie Polskiego Ruchu Czystszej Produkcji i przez wiele lat kierował jego pracami oraz powiązanym czasopismem, został jego delegatem do rady krajowej Federacja Stowarzyszeń Naukowo-Technicznych NOT. Był dyrektorem Centralnego Ośrodka Badawczo-Projektowego Wzbogacania i Utylizacji Kopalin „Separator”, inicjatorem i koordynatorem programu Bezdymnego Spalania Węgla w Polsce PHARE oraz Polskiego Programu Kompleksowego Przetwórstwa Węgla. Inicjator i redaktor serii wydawniczej „Poczet Gwarków Śląskich”. Ponadto w latach 1952–1963 był zawodnikiem drużyny lekkoatletycznej i piłki ręcznej Akademickiego Związku Sportowego, w tej drugiej dyscyplinie w latach 50. zdobywał mistrzostwo Polski (1955), trzykrotnie brązowe medale i wicemistrzostwo. Był również reprezentantem Polski w piłce ręcznej i uczestnikiem mistrzostw świata w 1958.

## Wyróżnienia
Za działalność na rzecz czystszej produkcji został wyróżniony nagrodą Programu Środowiskowego ONZ „Global 500”. Wyróżniony także Nagrodą Państwową I stopnia (1974) w zakresie geologii (surowców), górnictwa i energetyki, a także odznaczeniami państwowymi i społecznymi (m.in. „Zasłużony dla AZS Katowice” w 2021).